# Le Beausset
 Le Beausset é uma comuna francesa na região administrativa da Provença-Alpes-Costa Azul, no departamento de Var. Estende-se por uma área de 36 km², com habitantes, segundo os censos de 2004, com uma densidade de 233 hab/km².